# Dadiani

Escut de la família Dadiani

Els Dadiani (en georgià: დადიანი) foren una família noble de ducs i prínceps de Samegrelo, localitat de Mingrèlia (actual Geòrgia).

## Història
El nom Dadiani s'esmenta per primer cop el 1046, i es referiria a descendents de Dadi, un membre de la casa de Vardanisdze. Nomenat eristhavi (duc) d'Odishi (Samegrelo) en recompensa pels seus serveis militars, la família va arribar a ser la més poderosa de Geòrgia occidental vers 1280; al mateix temps branques dels Dadiani governaven a Svanètia i Gúria. El 1542, Levan I Dadiani, mthavari (príncep hereditari) de Mingrèlia, es va erigir de facto en sobirà independent. Un dels seus descendents, Levan IV Dadiani, va haver d'abdicar el 1691 i aleshores els seus parents els Txikovani o Chikovani (ჩიქოვანი en georgià, van heretar el títol de prínceps de Mingrèlia i el cognom Dadiani. Van acceptar la sobirania russa el 1802 i foren elevats a la dignitat de prínceps imperials (en rus: Дадиани) gaudint de notable independència en els afers interns. Nicolau Dadiani, el darrer príncep de Samegrelo, fou deposat i el principat annexionat a Rússia el 4 de gener de 1857. El príncep Nicolau Dadiani va renunciar oficialment als seus drets al tron el 1868.

## Ducs (eristavi) i prínceps (mtavari) de Mingrèlia

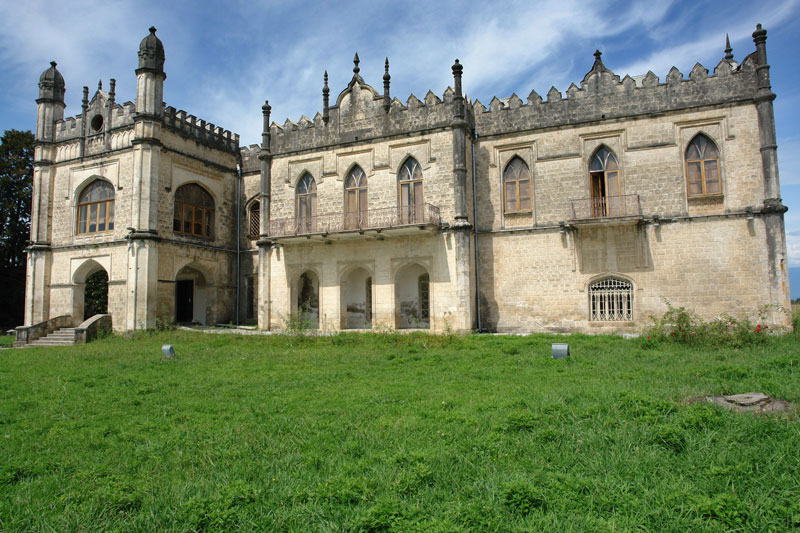
El Museu del Palau Dadiani a Zúgdidi

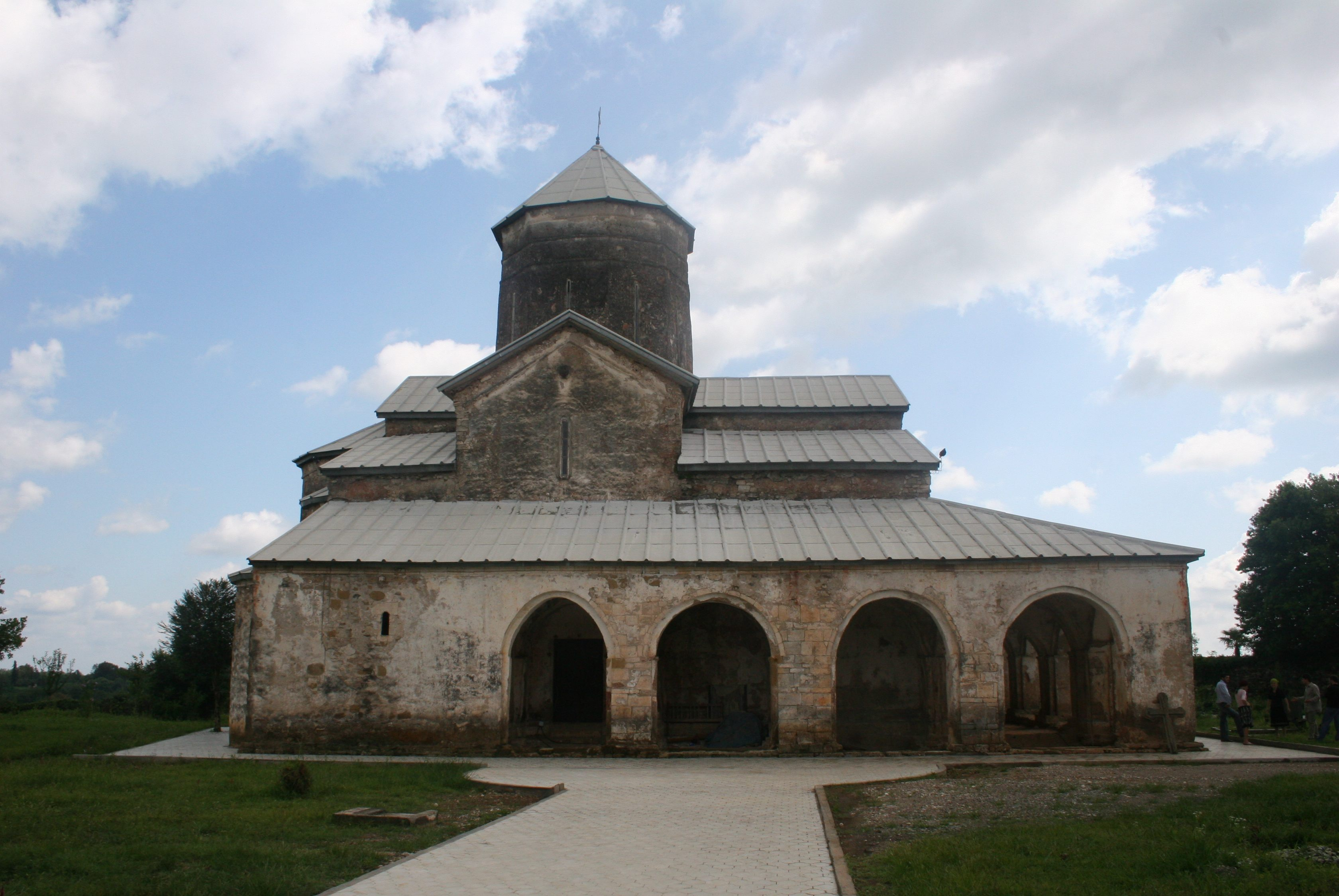
Catedral Tsalenjikha que conté les capelles dinàstiques Dadiani

- Vardan I Dadiani (ca 1180ss-1190s)

- Vardan II Dadiani (al voltant de 1190 i 1210)

- Shergil Dadiani (al voltant de 1220 i 1240)

- Vardan III Dadiani (al voltant de 1240 i 1250)

- Tsotne Dadiani (al voltant dels anys 1260)

- Bedan Dadiani (al voltant de 1270 i 1290)

- Jordi I Dadiani (al voltant de 1293 i 1323)

- Mamia I Dadiani (1323-1345)

- Jordi II Dadiani (1345-1384)

- Vameq I Dadiani (1384-1396)

- Mamia II Dadiani (1396-1414)

- Liparit I Dadiani (1414-1470)

- Shamandavle Dadiani (1470-1473)

- Vameq II Dadiani (1474-1482)

- Liparit II Dadiani (1482-1512)

- Mamia III Dadiani (1512-1533)

- Levan I Dadiani (1533-1546)

- Jordi III Dadiani (1546-1573, 1574-1582)

- Mamia IV Dadiani (1574, 1582-1590)

- Mamuka I Dadiani (1590-1611)

- Levan II Dadiani (1611-1657)

- Liparit III Dadiani (1657-1658)

- Vameq III Dadiani (1658-1661)

- Levan III Dadiani (1661-1681)

- Levan IV Dadiani (1681-1691)

- Jordi IV Dadiani (Lipartiani) (1700-1704, 1710-1714)

- Katsia I Dadiani (1704-1710)

- Bejan I Dadiani (1714-1728)

- Otia I Dadiani (1728-1758)

- Katsia II Dadiani (1758-1788)

- Grigol I Dadiani (1788-1791, 1794-1802, 1802-1804)

- Mamuka II Dadiani (1791-1793)

- Tariel Dadiani (1793-1794, 1802)

- Levan V Dadiani (1804-1840)

- David I Dadiani (1840-1853)

- Niko I Dadiani (1853-1857)